# Ellentétek
Az Ellentétek Iain M. Banks skót író Kultúra-ciklusának az ötödik kötete. Először az Orbit adta ki 1998-ban, a magyar nyelvű megjelenésre 2010. szeptember 30-án került sor.

## Magyarul
- Ellentétek; ford. Gálla Nóra; Agave Könyvek, Bp., 2010